# Bajalich Ádám
Bajaházi báró Bajalich Ádám (Adam Bajalić von Bajaházy) altábornagy (Szeged, 1734. ? – Károlyváros, 1800. június 5.) magyar katona, osztrák katonai szolgálatban harcolt Poroszország, Törökország és Franciaország ellen. Az 1796-1797-es itáliai hadjáratban Bonaparte Napóleon ellen harcolt dandár- vagy hadosztály-parancsnokként több csatában.

## Katonai pályafutása
Apja Bajalich Mátyás borbíró volt. A Ferdinánd főherceg 2. számú gyalogsági regimentben szolgált 1750–1754 között.  Csatlakozott a varasdi gyalogos határezredhez 1758-ban.  Harcolt a hétéves háborúban és hadnaggyá léptették elő . A bajor örökösödési háborúban  kapitány  lett, és hamarosan őrnagyi rangot szerzett. 1778. július 30-án Ober-Ketzelsdorfnál (most cseh Kocléřov), november 9-én pedig Dittersbachnál (most lengyel Ogorzelec) tüntette ki magát. 1783-ban alezredessé nevezték ki a Szluini határ gyalogezred élére.  
Kitüntette magát bátorságával az osztrák-török háború (1787-1791) idején, a Rika (1788) és a Klaudus (1789) mellett vivott csatákban mutatkozott meg igazán bátorsága: az utóbbi helyen egy nagyobb török hadtestet vert szét, így lett ezredes 1789. február 28-án. A dermolievoi ütközetben tanúsított hősiességénél fogva 1790. évben a "bajaházai" előnévvel bárói rangot nyert.

## Francia forradalmi háborúk

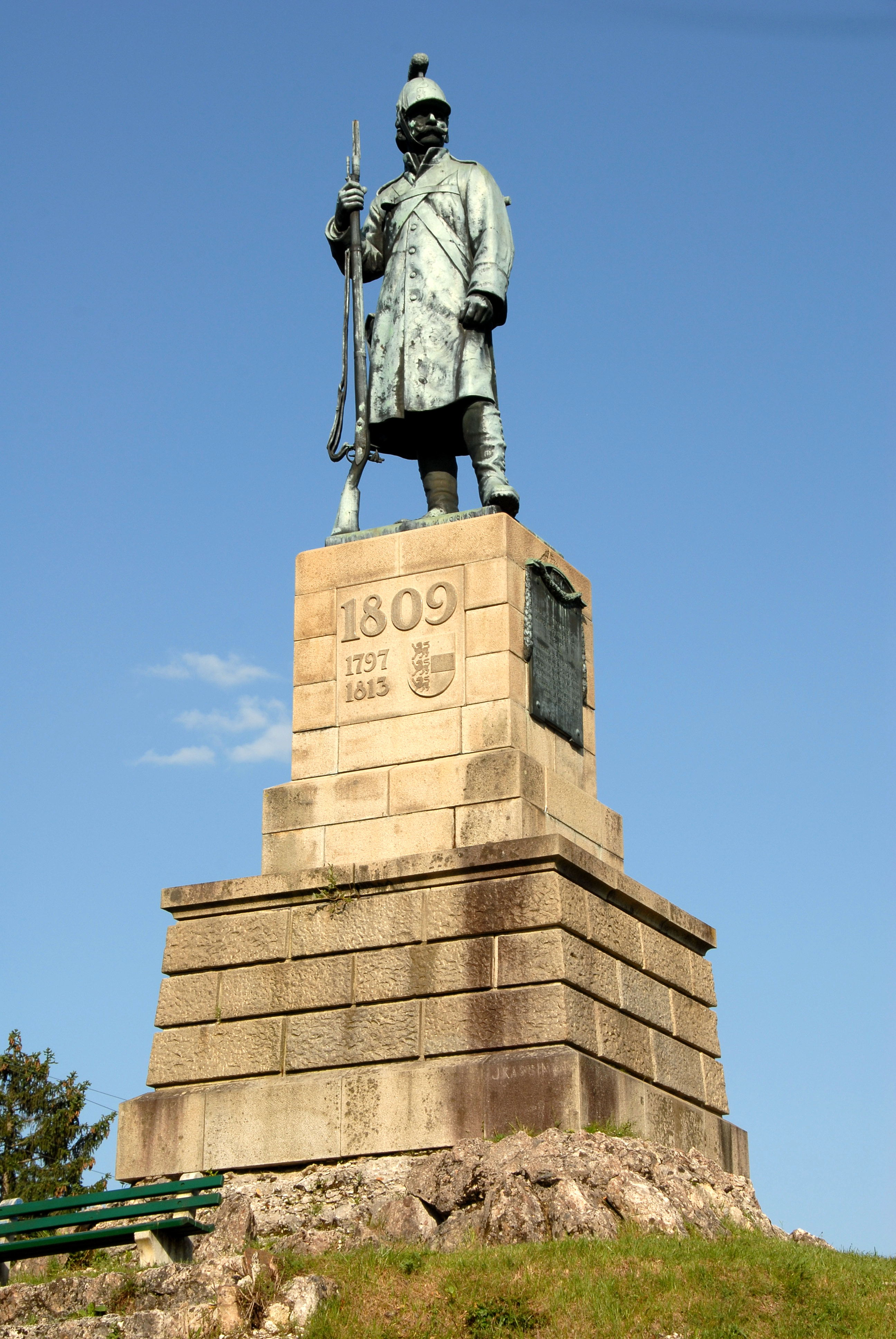
A napóleoni háborúk emlékműve Tarvisioban

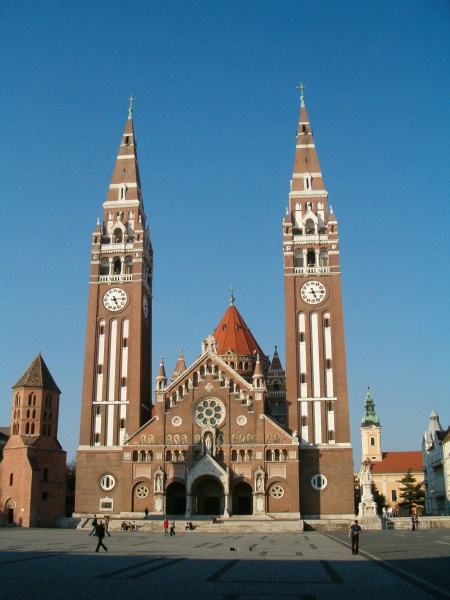
A szegedi dóm melletti Dömötör-torony falán emléktábla áll, amely az eredeti Dömötör-templomból maradt meg

1794. január 1-jétől, Bajalichot tábornokká nevezték ki. A francia forradalmi háborúk idején gróf Dagobert von Wurmser hadseregében szolgált a Felső-Rajnánál egy dandár parancsnokaként. A  1795. szeptember 24-én handschuhsheimi csatában egy francia divíziót szétvert, itt tanúsított bátorságáért megkapta a Katonai Mária Terézia-rendet 
Miután Bonaparte tábornok francia hadserege 1796 tavaszán lerohanta a Szárd-Piemonti Királyságot, Bajalichot Észak-Itáliába helyezték. Egy dandár parancsnokaként harcolt Wurmser hadseregében  az ostromlott Mantova  első tehermentesítési kísérleténél augusztus elején. Wurmser Bajalichot jelölte ki arra, hogy Peschiera erődjét birtokba vegye. A castiglionei csatában elszenvedett osztrák vereség után  Bajalich csapatai fedezték a visszavonulást.
Mantova negyedik felmentési kísérlete idején 1797 januárjában Bajalich egy  6200-fős kontingenst irányított, ami a Veronát tartó franciákat fenyegette. Ebben az erőfeszítésben, amely szerint a fő hadsereg támadott északra és Giovanni di Provera divíziója Legnanót támadta, az osztrák terv kudarcot vallott.  Bonaparte Alvinczi József hadseregét a rivoli csatában szétzúzta, aztán Provera hadoszlopa omlott össze. Csak Bajalich katonái kerültek ki épen az összeütközésből és kerülték el a katasztrófát. 1797. március 1-jétől altábornaggyá nevezték ki.
Amikor Bonaparte tábornok serege 1797 tavaszán kiűzte Itáliából Károly főherceg seregét, Bajalich vezette a jobbszárnyat Udinénél Villach felé. Március 21-23 között a franciáknak sikerült egy sor olyan manővert végrehajtaniuk, amivel elzárták az osztrákok menekülési útvonalát Tarvisiónál. Az második napon Bajalich André Masséna és Jean Sérurier francia tábornokok által felállított csapdába jutott és megadásra kényszerült 3500 emberével, 25 ágyúval és 400 darab szállító járművel. Mindkét fél jelentős veszteséget szenvedett, Bajalich 1000 halott vagy sebesült árán a franciáknak 1200 főnyi veszteséget okozott.
Bajalich 1797-ben visszavonult a katonai szolgálattól  és 1800-ban halt meg Károlyvárosban (a mai Horvátországban).

## Fordítás
- Ez a szócikk részben vagy egészben  az   Adam Bajalics von Bajahaza című angol Wikipédia-szócikk fordításán alapul.  Az eredeti cikk szerkesztőit annak laptörténete sorolja fel. Ez a jelzés csupán a megfogalmazás eredetét és a szerzői jogokat jelzi, nem szolgál a cikkben szereplő információk forrásmegjelöléseként.